# Граф де Уэльма

Герб города Уэльма, провинция Хаэн

Граф де Уэльма — испанский дворянский титул. Он был создан 20 августа 1474 года королем Кастилии Энрике IV для Бельтрана де ла Куэвы (1443—1492), великого магистра Ордена Сантьяго (1462—1463), 1-го графа де Ледесма (1462) и 1-го герцога де Альбуркерке (1464). Бельтран был третьим сыном Диего IV Фернандеса де ла Куэвы (ок. 1410—1473), 1-го виконта де Уэльма в 1463—1473 годах.
Название графского титула происходит от названия муниципалитета Уэльма, провинция Хаэн, автономное сообщество Кастилия-Леон (Испания). Вилла Уэльма перешла в собственность Бельтрана де ла Куэвы в качестве приданого после его женитьбы на Менсии Мендосы, дочери Диего Уртадо де Мендосы, 2-го маркиза де Сантильяна (1417—1479).
Нынешним владельцем титула является Хуан Мигель Осорио и Бертран де Лис (род. 1958), 19-й герцог де Альбуркерке и 19-й граф де Уэльма.

## Графы де Уэльма
1. Бельтран де ла Куэва (1143 — 1 ноября 1492), торой сын Диего Фернандеса де ла Куэва (ок. 1410—1473), 1-го виконта де Уэльма (1460—1473)
2. Франсиско I Фернандес де ла Куэва и Мендоса (25 августа 1467 — 4 июня 1526), старший сын предыдущего
3. Бельтран II де ла Куэва и Толедо (1478 — 11 февраля 1560), старший сын предыдущего
4. Франсиско II Фернандес де ла Куэва и Хирон (1510—1563), старший сын предыдущего
5. Габриэль III де ла Куэва и Хирон (ок. 1515—1571), младший брат предыдущего
6. Бельтран III де ла Куэва и Кастилия (1551 — 13 марта 1612), двоюродный брат предыдущего
7. Франсиско III Фернандес де ла Куэва (1575 — 18 июня 1637), старший сын предыдущего
8. Франсиско IV Фернандес де ла Куэва и Энрикес де Кабрера (1619 — 27 марта 1676), старший сын предыдущего
9. Мельчор Фернандес де ла Куэва и Энрикес де Кабрера (1625 — 21 октября 1686), младший брат предыдущего
10. Франсиско V Фернандес де ла Куэва и де ла Куэва (17 ноября 1666 — 28 июня 1724), единственный сын предыдущего
11. Франсиско VI Фернандес де ла Куэва и де ла Серда (28 сентября 1692 — 23 июня 1757), единственный сын предыдущего
12. Педро Мигель де ла Куэва и Гусман (8 мая 1712 — 27 ноября 1762), сын Хуана Гаспара де Веласко и Рамиреса де Арельяно, сына 12-го графа де Сируэла
13. Мигель де ла Куэва и Энрикес де Наварра (22 сентября 1743 — 20 октября 1803), единственный сын предыдущего
14. Хосе Мигель де ла Куэва и де ла Серда (26 декабря 1775 — 18 февраля 1811), единственный сын предыдущего
15. Николас Осорио-и-Сайяс (13 февраля 1793 — 31 января 1866), сын Мануэля Мигуля Осорио и Спинолы (ум. 1813), 15-го маркиза де Альканьисеса
16. Хосе Осорио и Сильва (4 апреля 1825 — 30 декабря 1909), старший сын предыдущего
17. Мигель Осорио и Мартос (30 июля 1886 — 3 мая 1942), внучатый племянник предыдущего
18. Бельтран Альфонсо Осорио и Диес де Ривера (15 декабря 1918 — 8 февраля 1994), единственный сын предыдущего
19. Хуан Мигель Осорио и Бертран де Лис (род. 7 ноября 1958), единственный сын предыдущего.